# Zevensprong (kinderlied)
Heb je wel gehoord van de zevensprong is een traditioneel Nederlands kinderliedje. Het is een danslied, waarbij de kinderen in een kring dansen en bij elk getal dat in het refrein wordt genoemd, een pas zetten of houding aannemen.
Het lied is een eenvoudig voorbeeld van een stapellied: elke keer dat het refrein gezongen wordt, wordt het een regeltje langer, door te tellen van één tot zeven. Hierdoor moeten kinderen tijdens het zingen onthouden hoeveel coupletten ze al gezongen hebben. 

## Oudste vindplaatsen van het liedje
De oudste vindplaatsen van het liedje gaan terug tot eind negentiende eeuw. Het oudste liedboekje in de Nederlandse Liederenbank (Meertens Instituut) waarin het liedje is afgedrukt, is Nederlandsche baker- en kinderrijmen, verzameld door J. van Vloten (1871; 4e druk 1894). Dit liedboekje vermeldt als incipit 'Hedde niet gehoord van den zeuven, den zeuven, / Hedde niet gehoord van den zeuvensprong?' en geeft als toelichting 'danslied'.
Ook is het liedje opgenomen in verschillende handschriftencollecties van rond 1900, waaronder de collectie Bakker (ca. 1900). Deze vermeldt als beginregel 'Kun je dan wel dansen de zeven de zeven / Kun je dan wel dansen de zevensprong?', noemt het liedje een danslied en kringspel, en vermeldt de muzieknotatie (de melodie 'begint als "Contre les chagrins de la vie"'). Ook wordt er een globale beschrijving van de dans gegeven. De collectie Boekenoogen (verzameld in de periode 1891-1930) heeft zes varianten van het liedje, waaronder 'Ik kan dansen den zeven den zeven / Ik kan dansen den zevensprong' en 'Laten wij eens dansen / De zeven de zeven'.
Florimond van Duyse geeft in zijn liedboek Het oude Nederlandsche lied (1905) twee varianten: 'Hedde niet gehoord van den zeuven' en 'Ei, wie kan de zevensprong' (met verschillende melodieën). In zijn toelichting verwijst hij naar gelijksoortige dansen in Duitsland, Denemarken, Zwitserland en Frankrijk.

### Ouderdom liedje
Dat de oudste vindplaatsen teruggaan tot eind negentiende eeuw, wil niet zeggen dat het liedje uit deze periode stamt. Sinds halverwege de negentiende eeuw werden er, onder invloed van de Romantiek, veel volksliedjes (waaronder traditionele kinderliedjes) verzameld en uitgegeven. Het liedje kan echter ouder zijn en in de mondelinge overlevering lange tijd zijn doorgegeven, voordat het voor het eerst werd opgetekend.

## Trivia
- In 2004 nam de Belgische groep Dumas het lied op voor het Kapitein Winokio-project, op de plaat "Kapitein Winokio zag een beer".
- De Zevensprong is ook de titel van een boek van Tonke Dragt (1967), waarvan in 1981 een televisieserie werd gemaakt. Aan het eind van dit boek,  en deze serie, op Geert-Jans verjaardag, zingen de kinderen in het Trappenhuis het lied, waarbij ze ook het bijbehorende dansje doen om de zo schat te vinden die daar verborgen ligt. Deze wordt gevonden als de vloer van het Trappenhuis als gevolg hiervan instort.
- In Bergen op Zoom, Wouw, Hoeven en Ossendrecht wordt carnaval traditiegetrouw afgesloten met de Zevensprong op de Grote Markt. In Bergen op Zoom wordt dit gedaan na het "Vallen van de Kraai". In Wouw wordt de Zevensprong gedanst rond de figuur Tante Jaans en in Ossendrecht na het "Verbranden van de Os".